# 숙의 지씨
숙의 지씨(淑儀池氏)는 조선 제2대 왕 정종(定宗)의 후궁으로, 찬성사(贊成事) 지윤(池奫)의 딸이다. 본관은 충주이다. 친언니는 진안대군(鎭安大君)의 부인 삼한국대부인 충주 지씨(三韓國大夫人 忠州 池氏)와 성빈 지씨(誠嬪池氏)이다.
소생으로는 의평군(義平君) 이원생(李元生), 선성군(宣城君) 이무생(李茂生), 임성군(任城君) 이호생(李好生)과 함양옹주(咸陽翁主)가 있다.

## 가족 관계
- 조부 : 지흡(池翕)
  - 부 : 지윤(池奫, ? - 1377년)
  - 모 : 순흥 안씨
    - 오라비남(娚) : 지익겸(池益謙)
    - 오라비남(娚) : 지득린(池得鱗)
    - 언니자(姊) : 삼한국대부인(三韓國大夫人 ) - 조선 태조의 장남, 진안대군의 부인
    - 언니자(姊) : 성빈 지씨(誠嬪 池氏) - 조선 태조의 차남, 정종의 후궁

### 시댁
- 아버지; 조영길( 
  - 시부 : 태조대왕, 대한(大韓) 태조고황제, 조선 건국조
  - 시모 : 신의왕후, 대한(大韓) 신의고황후 한씨
    - 시아주버니시형 : 진안대군 이방우(鎭安大君 李芳雨), 조선 태조의 장남
    - 시동생시제 : 익안대군 이방의(益安大君 李芳毅)
    - 시동생시제 : 회안대군 이방간(懷安大君 李芳幹)
    - 시동생시제 : 정안대군 이방원(靖安大君 李芳遠), 태종, 조선 제3대 국왕
    - 시동생시제 : 덕안대군 이방연(德安大君 李芳衍)
    - 媤女시누, 소고(小姑) : 경신공주 (慶愼公主)
    - 媤女시누, 소고(小姑) : 경선공주 (慶善公主)
    - 배우자 : 정종대왕, 조선 제2대 국왕
    - 후궁 : 성빈 지씨(誠嬪 池氏) : 충주지씨 족보에는 후궁 성빈지씨(誠嬪池氏)와 후궁 숙의지씨(淑儀池氏)는 동일인(1명)으로 등재됨
      - 장자 : 덕천군 이후생(德泉君 李厚生, 1397년 ~ 1465년)
      - 차자 : 도평군 이말생(桃平君 李末生, 1402년 ~ 1439년)

    - 후궁 : 숙의 지씨(淑儀池氏) : 충주지씨 족보에는 후궁 성빈지씨(誠嬪池氏)와 후궁 숙의지씨(淑儀池氏)는 동일인(1명)으로 등재됨
      - 장자 : 의평군 원생(義平君 元生) - 전주 이씨 의평군파 파조
      - 차자 : 선성군 무생(宣城君 茂生)
      - 삼자 : 임성군 호생(任城君 好生)
      - 장녀 : 함양옹주(咸陽翁主), 하가(下嫁) 지돈녕(知敦寧) 박갱(朴賡)